# Saison 16 de Section de recherches
Chronologie
Saison 15 Saison 17
Cet article présente les épisodes de la seizième saison de la série télévisée Section de recherches.

## Distribution

### La brigade
- Xavier Deluc : commandant à la retraite Martin Bernier
- Fabienne Carat : commandant Jeanne Lorieux
- Élise Tielrooy : capitaine Ariel Grimaud, responsable du TIC
- Franck Sémonin : lieutenant Lucas Auriol
- Felicité Chaton : adjudant Victoire Cabral, dite « Vicky »

### Invités
- Félicité Chaton : adjudant Victoire Cabral, dite « Vicky »

## Liste des épisodes

### Épisode 1:Mortelle randonnée - Partie 1
- Belgique : 23 octobre 2023 sur La Une
- Suisse :
- France : 1er février 2024 sur TF1

- France : 4,61 millions de téléspectateurs (23,8 % de PDA)[1]

- Isabelle Vitari : Eva
- Olivier Sitruk : François
- Élodie Varlet : Sophie
- Laurent Maurel : David
- Soan Arhimann : Dimitri
- Eddy Grondin : Cyril
- Elica Rajoeliarisoa : Randonneuse braconnière
- Jean-Marie Vigot : Randonneur braconnier
- David Erudel : Braconnière patibulaire

Bernier fraîchement retraité, part faire un trek sur l’île de La Réunion avec ses anciens collègues. Le programme est idyllique mais à peine arrivés dans le gîte coupé du monde où ils doivent passer la nuit, un randonneur de leur groupe est retrouvé mort, suspendu à un arbre, dans une mise en scène macabre.
Alors que la fine équipe pensait déconnecter et profiter de la nature sublime de l’île, ils se retrouvent au cœur d’un mystère dont les forces dépassent tout ce qu’ils ont connu jusqu’ici…

### Épisode 2:Mortelle randonnée - Partie 2
- Belgique : 23 octobre 2023 sur La Une
- Suisse :
- France : 1er février 2024 sur TF1

- France : 4,02 millions de téléspectateurs (26,4 % de PDA)[1]

- Isabelle Vitari : Eva
- Olivier Sitruk : François
- Élodie Varlet : Sophie
- Laurent Maurel : David
- Soan Arhimann : Dimitri
- Eddy Grondin : Cyril
- Elica Rajoeliarisoa : Randonneuse braconnière
- Jean-Marie Vigot : Randonneur braconnier
- David Erudel : Braconnière patibulaire

Bernier fraîchement retraité, part faire un trek sur l’île de La Réunion avec ses anciens collègues. Le programme est idyllique mais à peine arrivés dans le gîte coupé du monde où ils doivent passer la nuit, un randonneur de leur groupe est retrouvé mort, suspendu à un arbre, dans une mise en scène macabre.
Alors que la fine équipe pensait déconnecter et profiter de la nature sublime de l’île, ils se retrouvent au cœur d’un mystère dont les forces dépassent tout ce qu’ils ont connu jusqu’ici…